# Castelo de Copertino
O Castelo de Copertino (em italiano: Castello di Copertino) é um castelo na Apúlia, no sul da Itália. Está localizado na comuna homónima de Copertino, ao norte de Galípoli, no calcanhar das Apúlia, entre Manduria e Galatina. Foi oficialmente feito um monumento nacional em 1886.